# Толстой (Манітоба)
Толсто́й — село в муніципалітеті Емерсон-Франклін канадської провінції Манітоба. Розташоване вздовж шосе 59 Манітоби на перетині з провінційною автодорогою 209 Манітоби, приблизно в 90 кілометрах (56 милях) на південь від Вінніпегу та в 10 кілометрах (6,2 милі) на північ від пункту пропуску через канадсько-американський кордон Ланкастер-Толстой.

## Історія
Село було засноване українськими іммігрантами в 1890-х роках. Є одним із найдавніших українських поселень західної Канади. Населення Толстого в останні десятиліття різко скоротилося. Значна частина нинішніх жителів села — старшого віку, оскільки більшість молодих людей виїхала на роботу до Вінніпегу.
У селі є продуктовий магазин, українська католицька та українська православна церкви. Місцеві готель і бар закрилися в 2008 році. В Толстому є центр для людей похилого віку, який знаходиться в колишньому двокімнатному будинку школи. В селі також знаходиться зал української національної громади, який здається в оренду для проведення соціальних заходів.
Толстой — точка передачі мікрохвильового (S-діапазону) телевізійного сигналу між Вінніпегом та Північною Дакотою. Найближча метеостанція знаходиться в місті Емерсон.